# Dypsis acuminum
Dypsis acuminum är en enhjärtbladig växtart som först beskrevs av Henri Lucien Jumelle, och fick sitt nu gällande namn av Henk Jaap Beentje och John Dransfield. Dypsis acuminum ingår i släktet Dypsis och familjen Arecaceae. IUCN kategoriserar arten globalt som starkt hotad. Inga underarter finns listade i Catalogue of Life.